# First Division 1974-1975
La First Division 1974-1975 è stata la 76ª edizione della massima serie del campionato inglese di calcio, disputata tra il 17 agosto 1974 e il 29 aprile 1975 e concluso con la vittoria del Derby County, al suo secondo titolo.
Capocannoniere del torneo è stato Malcolm Macdonald (Newcastle Utd) con 21 reti.

## Stagione

### Novità
Al posto delle retrocesse Southampton, Manchester Utd e Norwich City sono saliti dalla Second Division il Middlesbrough, il Luton Town e il Carlisle Utd, al suo primo e finora unico campionato di massima divisione.

### Avvenimenti
La prima squadra a prendere il comando della graduatoria fu l'Ipswich Town alla quarta giornata, inseguito nelle settimane successive da un folto gruppo di compagini, fra cui il Liverpool che, approfittando di un calo dei Tractor Boys nel mese di ottobre, prese il comando solitario della classifica. Nelle posizioni più basse, si segnalavano la crisi dei campioni in carica del Leeds Utd, a un punto dall'ultimo posto dopo sette gare e l'Arsenal all'ultimo posto in solitaria alla quattordicesima giornata. Nelle giornate successive i Reds mantennero il comando della classifica, con un gruppo di squadre sempre molto numeroso a inseguire: fra esse, tentarono l'aggancio il Manchester City e soprattutto lo Stoke City, che concluse la prima tornata guidando una graduatoria in cui la differenza fra la capolista e l'undicesima classificata era di soli cinque punti.
Nelle prime giornate del girone di ritorno, la classifica era guidata da un gruppo che poteva arrivare anche a quattro squadre, dal quale emersero il Liverpool, l'Ipswich Town, e soprattutto l'Everton, che da febbraio sembrò essere in grado di tenere a distanza un gruppo di inseguitrici che, sebbene ancora numeroso, cominciò a sfaldarsi gradualmente lasciando solo il Derby County: approfittando di un calo dei Toffees, i Rams presero definitivamente la guida della classifica alla trentottesima giornata, assicurandosi il secondo titolo nazionale e la qualificazione in Coppa dei Campioni con un turno di anticipo.
Nella giornata successiva i Toffees lasciarono il secondo posto ai rivali cittadini, senza tuttavia vedersi compromesso l'accesso in Coppa UEFA, manifestazione a cui ebbe diritto a partecipare anche l'Ipswich Town. Contemporaneamente vennero ratificati anche i verdetti in zona retrocessione: ad accompagnare il Carlisle Utd, autore di un ottimo esordio in categoria ma calato gradualmente sino ad occupare stabilmente l'ultima piazza, ci fu un Chelsea in crisi tecnica e finanziaria e il Luton Town.

## Squadre partecipanti
| Club            | Stagione | Città          | Stadio               | Stagione precedente                   |
| --------------- | -------- | -------------- | -------------------- | ------------------------------------- |
| Arsenal         | dettagli | Londra         | Arsenal Stadium      | 10º posto in First Division           |
| Birmingham City | dettagli | Birmingham     | St Andrew's          | 19° in First Division                 |
| Burnley         | dettagli | Burnley        | Turf Moor            | 6º posto in First Division            |
| Carlisle Utd    | dettagli | Carlisle       | Brunton Park Stadium | 3º posto in Second Division, promosso |
| Chelsea         | dettagli | Londra         | Stamford Bridge      | 17º posto in First Division           |
| Coventry City   | dettagli | Coventry       | Highfield Road       | 16º posto in First Division           |
| Derby County    | dettagli | Derby          | Baseball Ground      | 3º posto in First Division            |
| Everton         | dettagli | Liverpool      | Goodison Park        | 7º posto in First Division            |
| Ipswich Town    | dettagli | Ipswich        | Portman Road         | 4º posto in First Division            |
| Leeds Utd       | dettagli | Leeds          | Elland Road          | 1º posto in First Division            |
| Leicester City  | dettagli | Leicester      | Filbert Street       | 9º posto in First Division            |
| Liverpool       | dettagli | Liverpool      | Anfield              | 2° in First Division                  |
| Luton Town      | dettagli | Luton          | Kenilworth Road      | 2º posto in Second Division, promosso |
| Manchester City | dettagli | Manchester     | Maine Road           | 14º posto in First Division           |
| Middlesbrough   | dettagli | Middlesbrough  | Ayresome Park        | 1º posto in Second Division, promosso |
| Newcastle Utd   | dettagli | Newcastle      | St James' Park       | 15º posto in First Division           |
| QPR             | dettagli | Londra         | Loftus Road          | 8º posto in First Division            |
| Sheffield Utd   | dettagli | Sheffield      | Bramall Lane         | 13º posto in First Division           |
| Stoke City      | dettagli | Stoke-on-Trent | Victoria Ground      | 5º posto in First Division            |
| Tottenham       | dettagli | Londra         | White Hart Lane      | 11º posto in First Division           |
| West Ham Utd    | dettagli | Londra         | Boleyn Ground        | 18º posto in First Division           |
| Wolverhampton   | dettagli | Wolverhampton  | Molineux Stadium     | 12º posto in First Division           |

## Allenatori
Avendo accettato la guida della nazionale inglese, il tecnico campione in carica Don Revie lasciò il Leeds Utd dopo tredici anni: al suo posto venne chiamato l'allenatore del Brighton Brian Clough, noto per aver criticato in passato il suo predecessore e lo stile di gioco dei Whites Anche il Liverpool e il West Ham Utd cambiarono, dopo diversi anni, il proprio allenatore promuovendo il vice del precedente: nei Reds Bob Paisley raccolse l'eredità di Bill Shankly, ritiratosi dopo la vittoria della FA Cup, mentre John Lyall divenne il quinto tecnico della storia degli Hammers in seguito alla promozione di Ron Greenwood a direttore generale della squadra. Il Coventry City ingaggiò il commissario tecnico della Nazionale Under-18 Gordon Milne, che esordì in massima serie.

### Allenatori e primatisti
Dato l'anticipo o il posticipo di alcuni incontri rispetto al calendario originariamente fissato, il numero della giornata si riferisce a quella effettivamente disputata alla data in cui l'allenatore ha terminato o ha iniziato il rapporto con la squadra.
| Club            | Allenatore                                                              | Calciatore più presente                                      | Cannoniere                                 |
| --------------- | ----------------------------------------------------------------------- | ------------------------------------------------------------ | ------------------------------------------ |
| Arsenal         | Bertie Mee                                                              | Brian Kidd, Jimmy Rimmer, Peter Simpson (40)                 | Brian Kidd (19)                            |
| Birmingham City | Freddie Goodwin                                                         | Bob Hatton (41)                                              | Bob Hatton (14)                            |
| Burnley         | James Adamson                                                           | Leighton James, Peter Noble (42)                             | Leighton James (16)                        |
| Carlisle Utd    | Alan Ashman                                                             | William Green, Robert Parker, Raymond Train (42)             | Joseph Laidlaw (12)                        |
| Chelsea         | Dave Sexton (1ª-11ª) Ron Suart (12ª-39ª) Eddie McCreadie (40ª-42ª)      | Ron Harris (42)                                              | Ian Hutchinson (7)                         |
| Coventry City   | Gordon Milne                                                            | Tommy Hutchinson (41)                                        | Alan Green, David Cross (7)                |
| Derby County    | Dave Mackay                                                             | Colin Boulton, Bruce Rioch (42)                              | Bruce Rioch (15)                           |
| Everton         | Billy Bingham                                                           | Roger Kenyon (40)                                            | Bob Latchford (17)                         |
| Ipswich Town    | Bobby Robson                                                            | Mick Mills (42)                                              | Bryan Hamilton, Trevor Whymark (42)        |
| Leeds Utd       | Brian Clough (1ª-6ª) Maurice Lindeley (7ª-10ª) Jimmy Armfield (11ª-42ª) | Paul Reaney (39)                                             | Allan Clarke (14)                          |
| Leicester City  | Jimmy Bloomfield                                                        | Stephen Whitworth, Frank Worthington (42)                    | Frank Worthington (18)                     |
| Liverpool       | Bob Paisley                                                             | Ray Clemence, Emlyn Hughes (42)                              | John Toshack (12)                          |
| Luton Town      | Harry Haslam                                                            | Alan West (42)                                               | Adrian Alston, Ron Futcher, Jimmy Ryan (7) |
| Manchester City | Tony Book                                                               | Colin Bell, Mike Doyle (42)                                  | Dennis Tueart (14)                         |
| Middlesbrough   | Jack Charlton                                                           | David Armstrong, Stuart Boam, Willie Maddren, Jim Platt (42) | Alan Foggon (16)                           |
| Newcastle Utd   | Joe Harvey                                                              | Malcolm Macdonald (42)                                       | Malcolm Macdonald (21)                     |
| QPR             | Gordon Jago (1ª-11ª) Dave Sexton (12ª-42ª)                              | Ian Gillard (42)                                             | Don Givens (16)                            |
| Sheffield Utd   | Ken Furphy                                                              | Jim Brown, Tony Currie, Tony Field, Alan Woodward (42)       | Alan Woodward (12)                         |
| Stoke City      | Tony Waddington                                                         | Alan Dodd, John Mahoney (39)                                 | Jimmy Greenhoff (14)                       |
| Tottenham       | Bill Nicholson (1ª-4ª) Terry Neill (5ª-42ª)                             | Steve Perryman (42)                                          | John Duncan (12)                           |
| West Ham Utd    | John Lyall                                                              | Mervyn Day (42)                                              | Billy Jennings (13)                        |
| Wolverhampton   | Bill McGarry                                                            | Kenny Hibbitt (41)                                           | Kenny Hibbitt (17)                         |

## Classifica finale
|        | Pos. | Squadra         | Pt | G  | V  | N  | P  | GF | GS | QR    |
| ------ | ---- | --------------- | -- | -- | -- | -- | -- | -- | -- | ----- |
|        | 1.   | Derby County    | 53 | 42 | 21 | 11 | 10 | 67 | 49 | 1.367 |
|        | 2.   | Liverpool       | 51 | 42 | 20 | 11 | 11 | 60 | 39 | 1.538 |
|        | 3.   | Ipswich Town    | 51 | 42 | 23 | 5  | 14 | 66 | 44 | 1.500 |
|        | 4.   | Everton         | 50 | 42 | 16 | 18 | 8  | 56 | 42 | 1.333 |
|        | 5.   | Stoke City      | 49 | 42 | 17 | 15 | 10 | 64 | 48 | 1.333 |
|        | 6.   | Sheffield Utd   | 49 | 42 | 18 | 13 | 11 | 58 | 51 | 1.137 |
|        | 7.   | Middlesbrough   | 48 | 42 | 18 | 12 | 12 | 54 | 40 | 1.350 |
|        | 8.   | Manchester City | 46 | 42 | 18 | 10 | 14 | 54 | 54 | 1.000 |
|        | 9.   | Leeds Utd       | 45 | 42 | 16 | 13 | 13 | 57 | 49 | 1.163 |
|        | 10.  | Burnley         | 45 | 42 | 17 | 11 | 14 | 68 | 67 | 1.015 |
|        | 11.  | QPR             | 42 | 42 | 16 | 10 | 16 | 54 | 54 | 1.000 |
|        | 12.  | Wolverhampton   | 39 | 42 | 14 | 11 | 17 | 57 | 54 | 1.056 |
| [ 30 ] | 13.  | West Ham Utd    | 39 | 42 | 13 | 13 | 16 | 58 | 59 | 0.983 |
|        | 14.  | Coventry City   | 39 | 42 | 12 | 15 | 15 | 51 | 62 | 0.823 |
|        | 15.  | Newcastle Utd   | 39 | 42 | 15 | 9  | 18 | 59 | 72 | 0.819 |
|        | 16.  | Arsenal         | 37 | 42 | 13 | 11 | 18 | 47 | 49 | 0.959 |
|        | 17.  | Birmingham City | 37 | 42 | 14 | 9  | 19 | 53 | 61 | 0.869 |
|        | 18.  | Leicester City  | 36 | 42 | 12 | 12 | 18 | 46 | 60 | 0.767 |
|        | 19.  | Tottenham       | 34 | 42 | 13 | 8  | 21 | 52 | 63 | 0.825 |
|        | 20.  | Luton Town      | 33 | 42 | 11 | 11 | 20 | 47 | 65 | 0.723 |
|        | 21.  | Chelsea         | 33 | 42 | 9  | 15 | 18 | 42 | 72 | 0.583 |
|        | 22.  | Carlisle Utd    | 29 | 42 | 12 | 5  | 25 | 43 | 59 | 0.729 |

Legenda:
      Campione d'Inghilterra e ammessa alla Coppa dei Campioni 1975-1976
      Ammessa alla Coppa delle Coppe 1975-1976
      Ammesse alla Coppa UEFA 1975-1976
      Retrocesse in Second Division 1975-1976
Regolamento:
Due punti a vittoria, uno a pareggio, zero a sconfitta.
A parità di punti le squadre venivano classificate secondo il quoziente reti.
Note:
La quarta squadra a qualificarsi per la Coppa UEFA 1975-1976 fu l'Aston Villa che si aggiudicò la Football League Cup pur militando in Second Division.

### Squadra campione
| Formazione tipo                                                                                            | Giocatori (presenze) |
| --- | -------------------- |
| Boulton Todd Daniel Nish Webster Rioch Gemmill Newton Hector Lee Davies                                    | Colin Boulton (42)   |
| Boulton Todd Daniel Nish Webster Rioch Gemmill Newton Hector Lee Davies                                    | Colin Todd (39)      |
| Boulton Todd Daniel Nish Webster Rioch Gemmill Newton Hector Lee Davies                                    | Peter Daniel (37)    |
| Boulton Todd Daniel Nish Webster Rioch Gemmill Newton Hector Lee Davies                                    | David Nish (38)      |
| Boulton Todd Daniel Nish Webster Rioch Gemmill Newton Hector Lee Davies                                    | Ron Webster (24)     |
| Boulton Todd Daniel Nish Webster Rioch Gemmill Newton Hector Lee Davies                                    | Bruce Rioch (42)     |
| Boulton Todd Daniel Nish Webster Rioch Gemmill Newton Hector Lee Davies                                    | Archie Gemmill (41)  |
| Boulton Todd Daniel Nish Webster Rioch Gemmill Newton Hector Lee Davies                                    | Henry Newton (36)    |
| Boulton Todd Daniel Nish Webster Rioch Gemmill Newton Hector Lee Davies                                    | Roger Davies (40)    |
| Boulton Todd Daniel Nish Webster Rioch Gemmill Newton Hector Lee Davies                                    | Kevin Hector (38)    |
| Boulton Todd Daniel Nish Webster Rioch Gemmill Newton Hector Lee Davies                                    | Francis Lee (34)     |
| Altri giocatori: Rod Thomas (22), Jeff Bourne (17), Steve Powell (15), Alan Hinton (13), Roy McFarland (4) |                      |

## Risultati

### Tabellone
Fonte:
|                 | Ars  | Bir  | Bur  | Car  | Che  | Cov  | Der  | Eve  | Ips  | Lee  | Lei  | Liv  | Lut  | MnC  | Mid  | New  | QPR  | ShU  | Sto  | Tot  | WHU  | Wol  |
| --------------- | ---- | ---- | ---- | ---- | ---- | ---- | ---- | ---- | ---- | ---- | ---- | ---- | ---- | ---- | ---- | ---- | ---- | ---- | ---- | ---- | ---- | ---- |
| Arsenal         | –––– | 1-1  | 0-1  | 2-1  | 1-2  | 2-0  | 3-1  | 0-2  | 0-1  | 1-2  | 0-0  | 2-0  | 2-2  | 4-0  | 2-0  | 3-0  | 2-2  | 1-0  | 1-1  | 1-0  | 3-0  | 0-0  |
| Birmingham City | 3-1  | –––– | 1-1  | 2-0  | 2-0  | 1-2  | 3-2  | 0-3  | 0-1  | 1-0  | 3-4  | 3-1  | 1-4  | 4-0  | 0-3  | 3-0  | 4-1  | 0-0  | 0-3  | 1-0  | 1-1  | 1-1  |
| Burnley         | 3-3  | 2-2  | –––– | 2-1  | 1-2  | 3-0  | 2-5  | 1-1  | 1-0  | 2-1  | 2-0  | 1-1  | 1-0  | 2-1  | 1-1  | 4-1  | 3-0  | 2-1  | 0-0  | 3-2  | 3-5  | 1-2  |
| Carlisle Utd    | 2-1  | 1-0  | 4-2  | –––– | 1-2  | 0-0  | 3-0  | 3-0  | 2-1  | 1-2  | 0-1  | 0-1  | 1-2  | 0-0  | 0-1  | 1-2  | 1-2  | 0-1  | 0-2  | 1-0  | 0-1  | 1-0  |
| Chelsea         | 0-0  | 2-1  | 3-3  | 0-2  | –––– | 3-3  | 1-2  | 1-1  | 0-0  | 0-2  | 0-0  | 0-3  | 2-0  | 0-1  | 1-2  | 3-2  | 0-3  | 1-1  | 3-3  | 1-0  | 1-1  | 0-1  |
| Coventry City   | 3-0  | 1-0  | 0-3  | 2-1  | 1-3  | –––– | 1-1  | 1-1  | 3-1  | 1-3  | 2-2  | 1-1  | 2-1  | 2-2  | 0-2  | 2-0  | 1-1  | 2-2  | 2-0  | 1-1  | 1-1  | 2-1  |
| Derby County    | 2-1  | 2-1  | 3-2  | 0-0  | 4-1  | 1-1  | –––– | 0-1  | 2-0  | 0-0  | 1-0  | 2-0  | 5-0  | 2-1  | 2-3  | 2-2  | 5-2  | 2-0  | 1-2  | 3-1  | 1-0  | 1-0  |
| Everton         | 2-1  | 4-1  | 1-1  | 2-3  | 1-1  | 1-0  | 0-0  | –––– | 1-1  | 3-2  | 3-0  | 0-0  | 3-1  | 2-0  | 1-1  | 1-1  | 2-1  | 2-3  | 2-1  | 1-0  | 1-1  | 0-0  |
| Ipswich Town    | 3-0  | 3-2  | 2-0  | 3-1  | 2-0  | 4-0  | 3-0  | 1-0  | –––– | 0-0  | 2-1  | 1-0  | 0-1  | 1-1  | 2-0  | 5-4  | 2-1  | 0-1  | 3-1  | 4-0  | 4-1  | 2-0  |
| Leeds Utd       | 2-0  | 1-0  | 2-2  | 3-1  | 2-0  | 0-0  | 0-1  | 0-0  | 2-1  | –––– | 2-2  | 0-2  | 1-1  | 2-2  | 2-2  | 1-1  | 0-1  | 5-1  | 3-1  | 2-1  | 2-1  | 2-0  |
| Leicester City  | 0-1  | 1-1  | 1-0  | 1-1  | 1-1  | 0-1  | 0-0  | 0-2  | 0-1  | 0-2  | –––– | 1-1  | 0-0  | 1-0  | 1-0  | 4-0  | 3-1  | 3-0  | 1-1  | 1-2  | 3-0  | 3-2  |
| Liverpool       | 1-3  | 1-0  | 0-1  | 2-0  | 2-2  | 2-1  | 2-2  | 0-0  | 5-2  | 1-0  | 2-1  | –––– | 2-0  | 4-1  | 2-0  | 4-0  | 3-1  | 0-0  | 3-0  | 5-2  | 1-1  | 2-0  |
| Luton Town      | 2-0  | 1-3  | 2-3  | 3-1  | 1-1  | 1-3  | 1-0  | 2-1  | 1-4  | 2-1  | 3-0  | 1-2  | –––– | 1-1  | 0-1  | 1-0  | 1-1  | 0-1  | 0-0  | 1-1  | 0-0  | 3-2  |
| Manchester Utd  | 2-1  | 3-1  | 2-0  | 1-2  | 1-1  | 1-0  | 1-2  | 2-1  | 1-1  | 2-1  | 4-1  | 2-0  | 1-0  | –––– | 2-1  | 5-1  | 1-0  | 3-2  | 1-0  | 1-0  | 4-0  | 0-0  |
| Middlesbrough   | 0-0  | 3-0  | 2-0  | 0-2  | 1-1  | 4-4  | 1-1  | 2-0  | 3-0  | 0-1  | 3-0  | 1-0  | 1-1  | 3-0  | –––– | 0-0  | 1-3  | 1-0  | 2-0  | 3-0  | 0-0  | 2-1  |
| Newcastle Utd   | 3-1  | 1-2  | 3-0  | 1-0  | 5-0  | 3-2  | 0-2  | 0-1  | 1-0  | 3-0  | 0-1  | 4-1  | 1-0  | 2-1  | 2-1  | –––– | 2-2  | 2-2  | 2-2  | 2-5  | 2-0  | 0-0  |
| QPR             | 0-0  | 0-1  | 0-1  | 2-1  | 1-0  | 2-0  | 4-1  | 2-2  | 1-0  | 1-1  | 4-2  | 0-1  | 2-1  | 2-0  | 0-0  | 1-2  | –––– | 1-0  | 0-1  | 0-1  | 0-2  | 2-0  |
| Sheffield Utd   | 1-1  | 3-2  | 2-2  | 2-1  | 2-1  | 1-0  | 1-2  | 2-2  | 3-1  | 1-1  | 4-0  | 1-0  | 1-1  | 1-1  | 1-0  | 2-1  | 1-1  | –––– | 2-0  | 0-1  | 3-2  | 1-0  |
| Stoke City      | 0-2  | 0-0  | 2-0  | 5-2  | 3-0  | 2-0  | 1-1  | 1-1  | 1-2  | 3-0  | 1-0  | 2-0  | 4-2  | 4-0  | 1-1  | 0-0  | 1-0  | 3-2  | –––– | 2-2  | 2-1  | 2-2  |
| Tottenham       | 2-0  | 0-0  | 2-3  | 1-1  | 2-0  | 1-1  | 2-0  | 1-1  | 0-1  | 4-2  | 0-3  | 0-2  | 2-1  | 1-2  | 1-2  | 3-0  | 1-2  | 1-3  | 0-2  | –––– | 2-1  | 3-0  |
| West Ham Utd    | 1-0  | 3-0  | 2-1  | 2-0  | 0-1  | 1-2  | 2-2  | 2-3  | 1-0  | 2-1  | 6-2  | 0-0  | 2-0  | 0-0  | 3-0  | 0-1  | 2-2  | 1-2  | 2-2  | 1-1  | –––– | 5-2  |
| Wolverhampton   | 1-0  | 0-1  | 4-2  | 2-0  | 7-1  | 2-0  | 0-1  | 2-0  | 2-1  | 1-1  | 1-1  | 0-0  | 5-2  | 1-0  | 2-0  | 4-2  | 1-2  | 1-1  | 2-2  | 2-3  | 3-1  | –––– |

## Statistiche

### Squadre

#### Capoliste solitarie
Dato l'anticipo o il posticipo di alcuni incontri, viene considerata capolista solitaria la squadra che guidava la classifica in base all'ordine ufficiale delle giornate.
|    | —— | —— | ——  | ——        | ——        | ——           | ——           | ——           | ——           | ——           | ——  | ——        | ——        | ——        | ——        | ——  | ——  | ——  | ——  | ——  | ——  | ——  | ——  | ——  | ——  | ——  | ——  | ——  | ——      | ——      | ——      | ——      | ——      | ——      | ——  | ——  | ——           | ——           | ——           | ——           | ——           | —— |  |
|    |    |    | Ips | Liverpool | Liverpool | Ipswich Town | Ipswich Town | Ipswich Town | Ipswich Town | Ipswich Town |     | Liverpool | Liverpool | Liverpool | Liverpool |     | Liv |     |     | Sto |     |     | Liv |     | Ips |     | Eve |     | Everton | Everton | Everton | Everton | Everton | Everton |     |     | Derby County | Derby County | Derby County | Derby County | Derby County |    |  |
|    |    |    |     |           |           |              |              |              |              |              |     |           |           |           |           |     |     |     |     |     |     |     |     |     |     |     |     |     |         |         |         |         |         |         |     |     |              |              |              |              |              |    |  |
|    |    |    |     |           |           |              |              |              |              |              |     |           |           |           |           |     |     |     |     |     |     |     |     |     |     |     |     |     |         |         |         |         |         |         |     |     |              |              |              |              |              |    |  |
| 1ª | 2ª | 3ª | 4ª  | 5ª        | 6ª        | 7ª           | 8ª           | 9ª           | 10ª          | 11ª          | 12ª | 13ª       | 14ª       | 15ª       | 16ª       | 17ª | 18ª | 19ª | 20ª | 21ª | 22ª | 23ª | 24ª | 25ª | 26ª | 27ª | 28ª | 29ª | 30ª     | 31ª     | 32ª     | 33ª     | 34ª     | 35ª     | 36ª | 37ª | 38ª          | 39ª          | 40ª          | 41ª          | 42ª          |    |  |

#### Primati stagionali
Squadre
- Maggior numero di vittorie: Ipswich Town (23)
- Minor numero di sconfitte: Everton (8)
- Miglior attacco: Burnley (68)
- Miglior difesa: Liverpool (39)
- Maggior numero di pareggi: Everton (18)
- Minor numero di vittorie: Chelsea (9)
- Maggior numero di sconfitte: Carlisle Utd (25)
- Peggiore attacco: Chelsea (42)
- Peggior difesa: Chelsea, Newcastle (72)

### Individuali

#### Classifica marcatori
Fonte:
| Gol | Rigori |  | Giocatore         | Squadra         |
| --- | ------ |  | ----------------- | --------------- |
| 21  |        |  | Malcolm Macdonald | Newcastle Utd   |
| 19  |        |  | Brian Kidd        | Arsenal         |
| 18  | 3      |  | Frank Worthington | Leicester City  |
| 17  | 9      |  | Kenny Hibbitt     | Wolverhampton   |
| 17  |        |  | Bob Latchford     | Everton         |
| 16  |        |  | Alan Foggon       | Middlesbrough   |
| 16  |        |  | Don Givens        | QPR             |
| 16  | 7      |  | Leighton James    | Burnley         |
| 15  |        |  | Colin Bell        | Manchester City |
| 15  | 1      |  | Bruce Rioch       | Derby County    |
| 14  |        |  | Allan Clarke      | Leeds Utd       |
| 14  |        |  | Jimmy Greenhoff   | Stoke City      |
| 14  |        |  | Ray Hankin        | Burnley         |
| 14  |        |  | Robert Hatton     | Birmingham City |
| 14  |        |  | John Tudor        | Newcastle Utd   |
| 14  | 3      |  | Dennis Tueart     | Manchester City |

## Film riguardanti la First Division 1974-1975
- Il maledetto United, regia di Tom Hooper